# 邹叙生
邹叙生（1935年—2023年2月19日），原籍江蘇無錫，苏州人。中国大陆的制箫名家。
师从唐寅昌。供职于苏州民族乐器一厂，曾将传统竹笛按照音孔平均排列改为十二平均律排列。他制作的箫，包括琴箫、洞箫以及排箫，发音灵敏，音色绝佳。